# Victor Cup 1982
Der Victor Cup 1982 im Badminton fand vom 15. bis zum 17. Oktober 1982 in Mülheim an der Ruhr statt. Das Preisgeld betrug 10.000 D-Mark.

## Austragungsort
- Carl-Diem-Sporthalle

## Finalresultate
| Disziplin    | Sieger                      | Finalist                    | Ergebnis          |
| ------------ | --------------------------- | --------------------------- | ----------------- |
| Herreneinzel | Kevin Jolly                 | Ray Stevens                 | w.o.              |
| Dameneinzel  | Guan Weizhen                | Sally Podger                | 11:3, 11:4        |
| Herrendoppel | Mike Tredgett Martin Dew    | Billy Gilliland Dan Travers | 15:3, 15:2        |
| Damendoppel  | Jane Webster Nora Perry     | Guan Weizhen Chen Minhua    | 11:15, 15:9, 15:5 |
| Mixed        | Thomas Kihlström Nora Perry | Martin Dew Gillian Gilks    | 9:15, 15:9, 15:9  |